# Mammillaria magnimamma
Espèce
Classification APG III (2009)
Synonymes
Synonymes homotypiques : 
- Mammillaria macracantha
- Mammillaria zuccariniana
- Mammillaria centricirrha
- Mammillaria bucareliensis
- Mammillaria vagaspina
- Mammillaria priessnitzii
- Mammillaria saxicola
- Mammillaria vallensis
- Mammillaria rioverdensis

Statut de conservation UICN

LC : Préoccupation mineure
Mammillaria magnimamma, ou « Pince mexicaine », est une espèce de plante à fleurs du genre Mammillaria de la famille des Cactaceae.

## Description
Mammillaria magnimamma est une vivace globuleuse atteignant une hauteur de 15-30 cm et un diamètre d'environ 13 cm. Au début, la plante de couleur vert-glauque pousse en solitaire, mais elle forme plus tard de grandes touffes s'élevant au-dessus du niveau du sol. Les tubercules sont à quatre côtés, avec du latex et qui produisent une villosité blanche dense. Les épines radiales sont au nombre de 2 à 5, assez variables et inégales, avec des extrémités sombres, de 15-45 mm de long. Les fleurs sont roses ou blanc crème ou pourpres avec des nervures médianes rougeâtres et un diamètre de 20-25 mm. La floraison a lieu au milieu du printemps. Les fruits sont en forme de massues, rouge foncé, d'environ 20 mm de long et peuvent rester longtemps sur la plante. Ils contiennent de petites graines brunes.

## Répartition
Cette espèce est répandue dans tout le centre du Mexique, à une altitude de 100-2 700 m au-dessus du niveau de la mer. Elle est classée comme "Préoccupation mineure" dans la Liste rouge de l'UICN.

## Culture
Mammillaria magnimamma  peut tolérer des températures de 1 °C, il peut donc être placé, dans les zones tempérées, à l'extérieur pendant les mois d'été, mais en hiver il est nécessaire de le protéger contre le gel et les intempéries. Il doit être cultivé dans un milieu bien drainé en plein soleil. Il a remporté le Award of Garden Merit de la Royal Horticultural Society,.

## Galerie

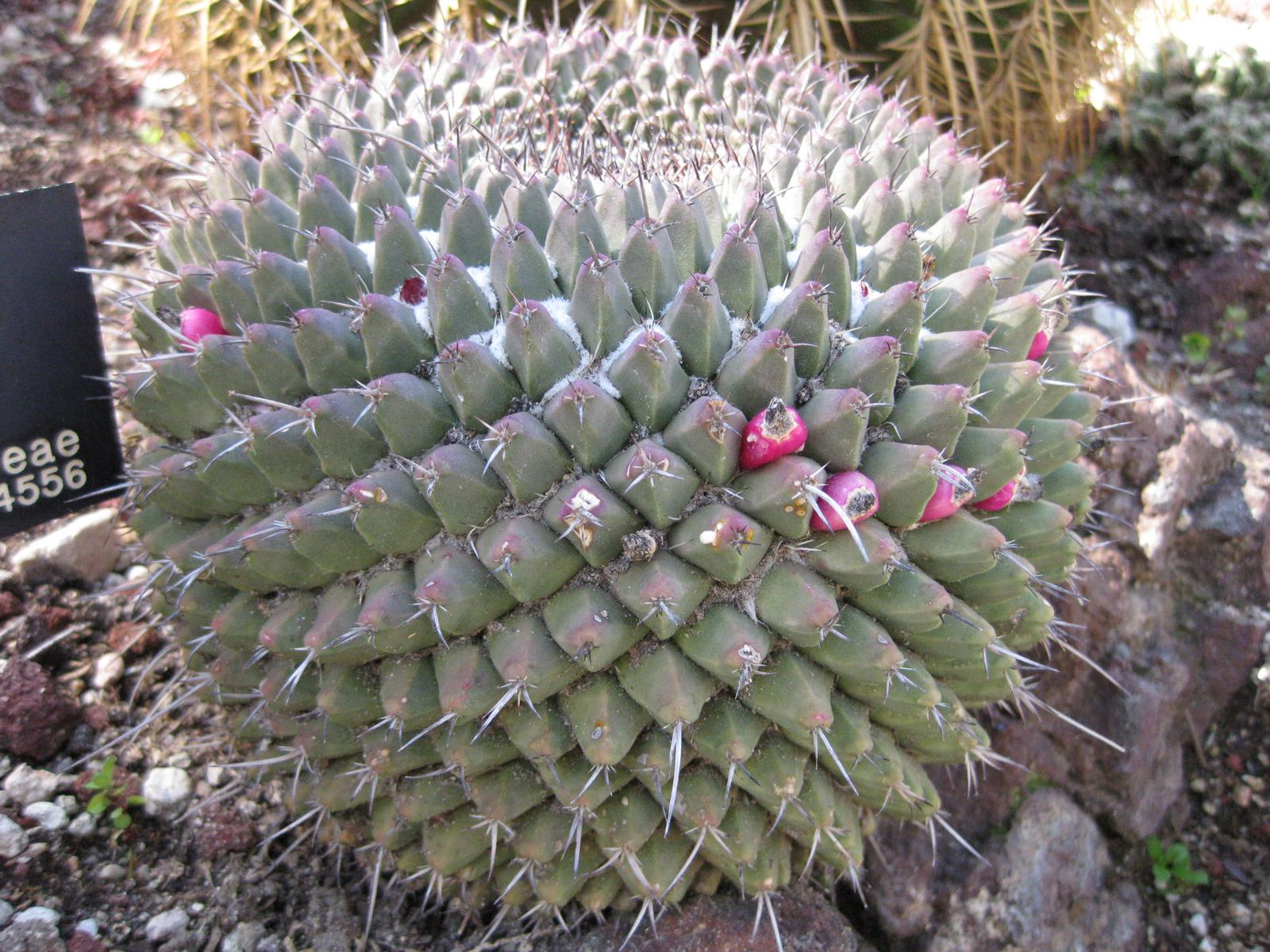
Mammillaria magnimamma avec quelques fruits
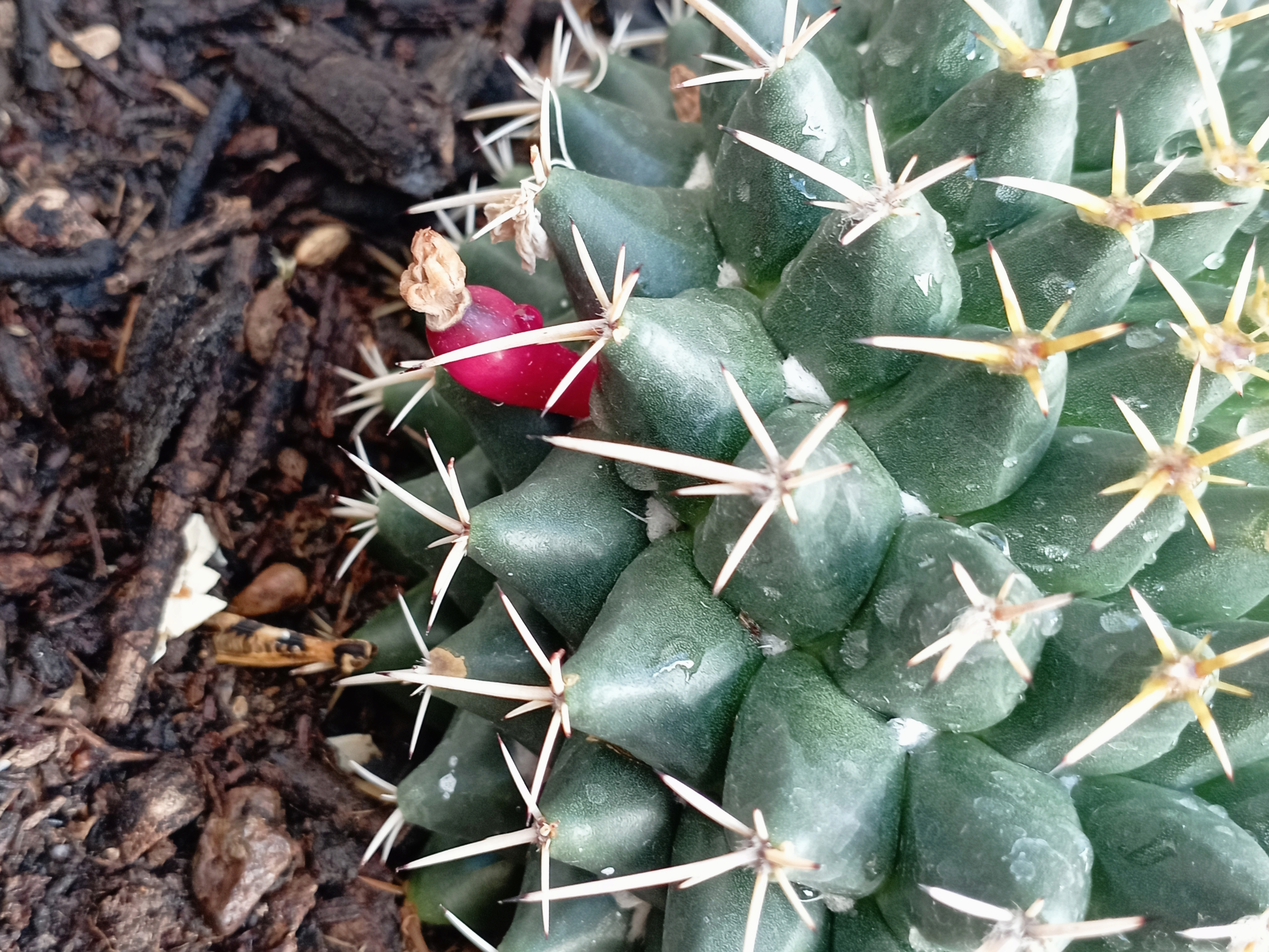
Fruits de Mammillaria magnimamma